# 流町
流町（ながれまち）は、愛知県名古屋市中区の地名。

## 歴史

### 町名の由来
字名に由来する。しばしば海水が流れ込む場所であったことに由来するという。

### 沿革
- 1911年（明治44年）11月1日 - 愛知郡東古渡町字流の大部分および字柳畑の一部により、流町として成立する[1]。
- 1925年（大正14年）8月5日 - 南区熱田東町に一部が編入される[2]。また、熱田区桜田町に一部が編入される[6]。
- 1974年（昭和49年）5月11日 - 住居表示実施に伴い、一部が金山二丁目に編入される[1]。
- 1979年（昭和54年）6月3日 - 全域が金山五丁目に編入され消滅[2]。